# 紅の雫
紅の雫（こうのしずく、簡体字中国語: 难为女儿红）は、中国にて2009年9月より放送されたテレビドラマ。日本では2011年1月から3月にかけて、TOKYO MXのTHE KAROKU THEATERで放送された。